# Pass the Gravy
Pour plus de détails, voir Fiche technique et Distribution.
Pass the Gravy  est un film américain réalisé par Leo McCarey et Fred Guiol, sorti en 1928.

## Synopsis
Schultz est l'heureux propriétaire d'un coq, du nom de Brigham, récompensé dans un concours. Son voisin, Davidson, fait pousser des fleurs ; il vit avec son fils et sa fille. Le fils de Schultz est fiancé à la fille de Davidson. Si les deux pères ne s'entendent pas bien, les fiançailles des enfants semblent une bonne occasion de fraterniser. Pour le repas des fiançailles, le fils de Davidson, Igbnatz, reçoit deux dollars de son père pour acheter un poulet. Préférant garder l'argent pour lui, Ignatz s'empare de Brigham. Lors du repas, Ignatz se rend compte que la médaille du premier prix est toujours accrochée sur la cuisse du poulet. Peu à peu, tous les convives remarquent cette médaille à l'exception des deux pères. Ignatz quitte la table. Les fiancés parviennent à faire comprendre à Davidson que le poulet mangé est Brigham.

## Fiche technique
- Titre original : Pass the Gravy
- Réalisation : Leo McCarey et Fred Guiol
- Montage : Richard C. Currier
- Image : George Stevens
- Producteur : Hal Roach
- Société de production : Hal Roach Studios
- Société de distribution : Metro-Goldwyn-Mayer (MGM)
- Pays d’origine :  États-Unis
- Langue : Anglais
- Format : Noir et blanc — 35 mm — 1.33:1 — Muet
- Durée : 23 minutes
- Date de sortie : 
  - États-Unis : 27 janvier 1928

## Distribution

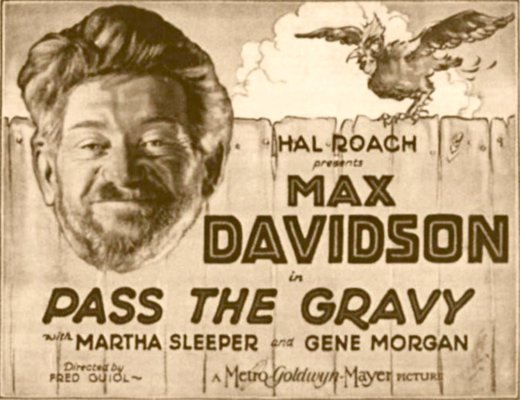
Annonce pour le film.

- Max Davidson : Père
- Martha Sleeper : Fille
- Spec O'Donnell : Ignatz
- Bert Sprotte : Schultz
- Gene Morgan : Fils de Schultz